# Filippo Giustini
Filippo Giustini, italijanski rimskokatoliški duhovnik in kardinal, * 8. maj 1852, Cineto Romano, † 18. marec 1920.

## Življenjepis
23. decembra 1876 je prejel duhovniško posvečenje.
28. aprila 1902 je postal tajnik Kongregacije za škofe in regularne in 20. oktobra 1908 je postal tajnik Kongregacije za disciplino zakramentov.
25. maja 1914 je bil povzdignjen v kardinala in imenovan za kardinal-diakona S. Angelo in Pescheria.
14. oktobra 1914 je postal prefekt Kongregacije za disciplino zakramentov.